# Heraclas

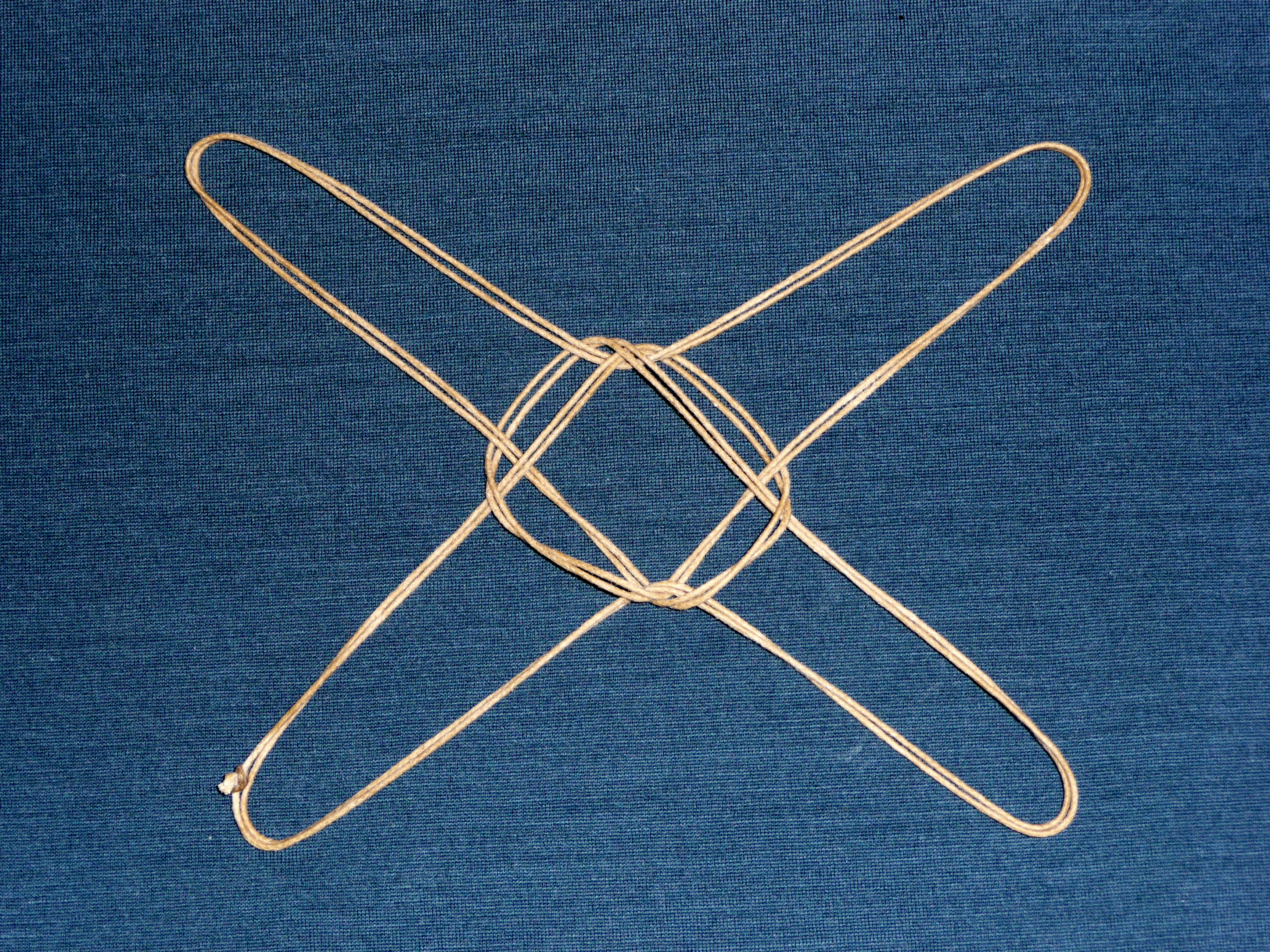
El nudo XIII de Heraclas, el plinthios brokhos, se produce de la misma manera que un juego de cordel. Este ejemplo se forma por medio de una cuerda doble para mejorar la visibilidad.

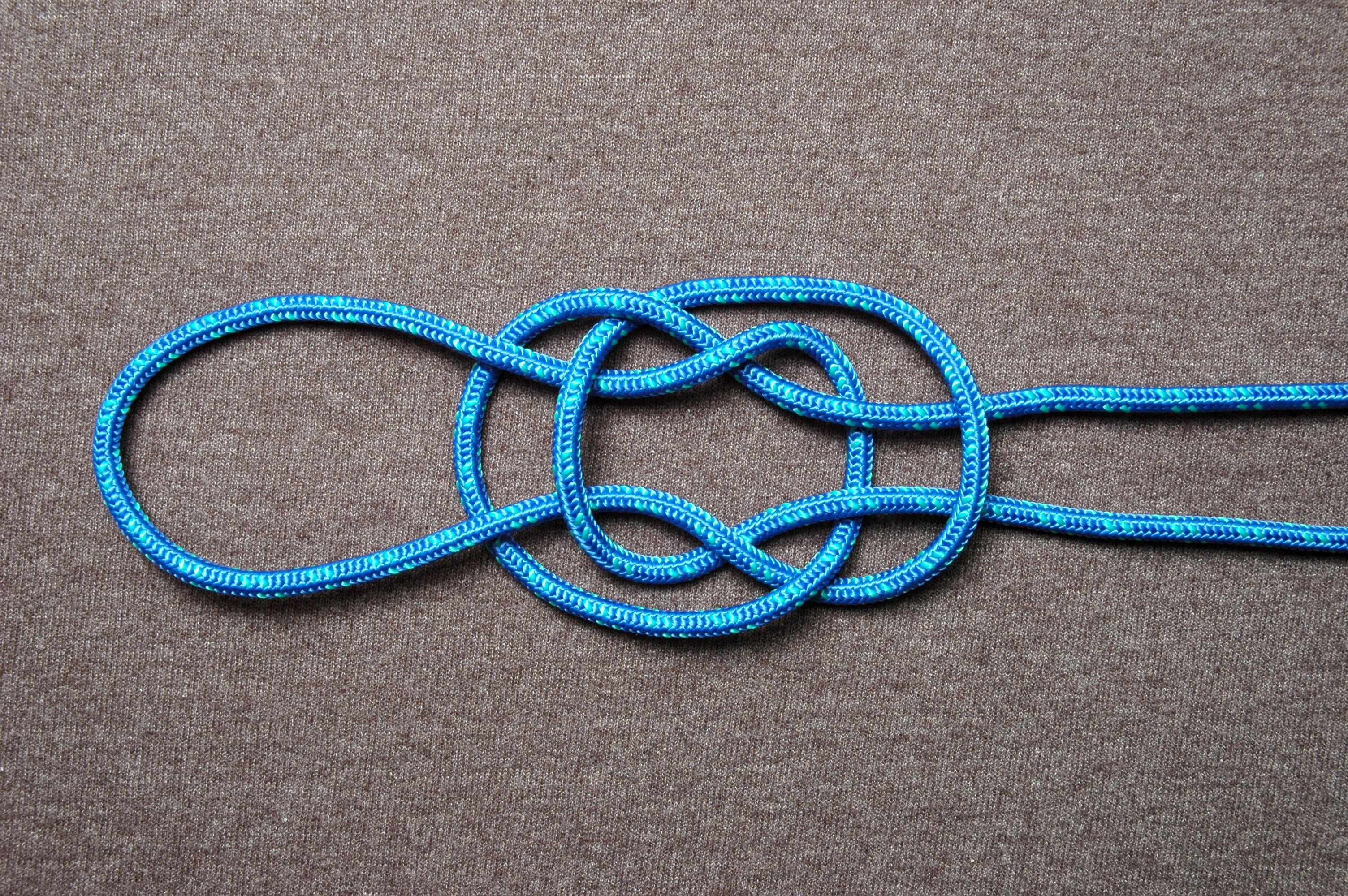
El dipks karkhesios brokhos, actual nudo para sostener botellas

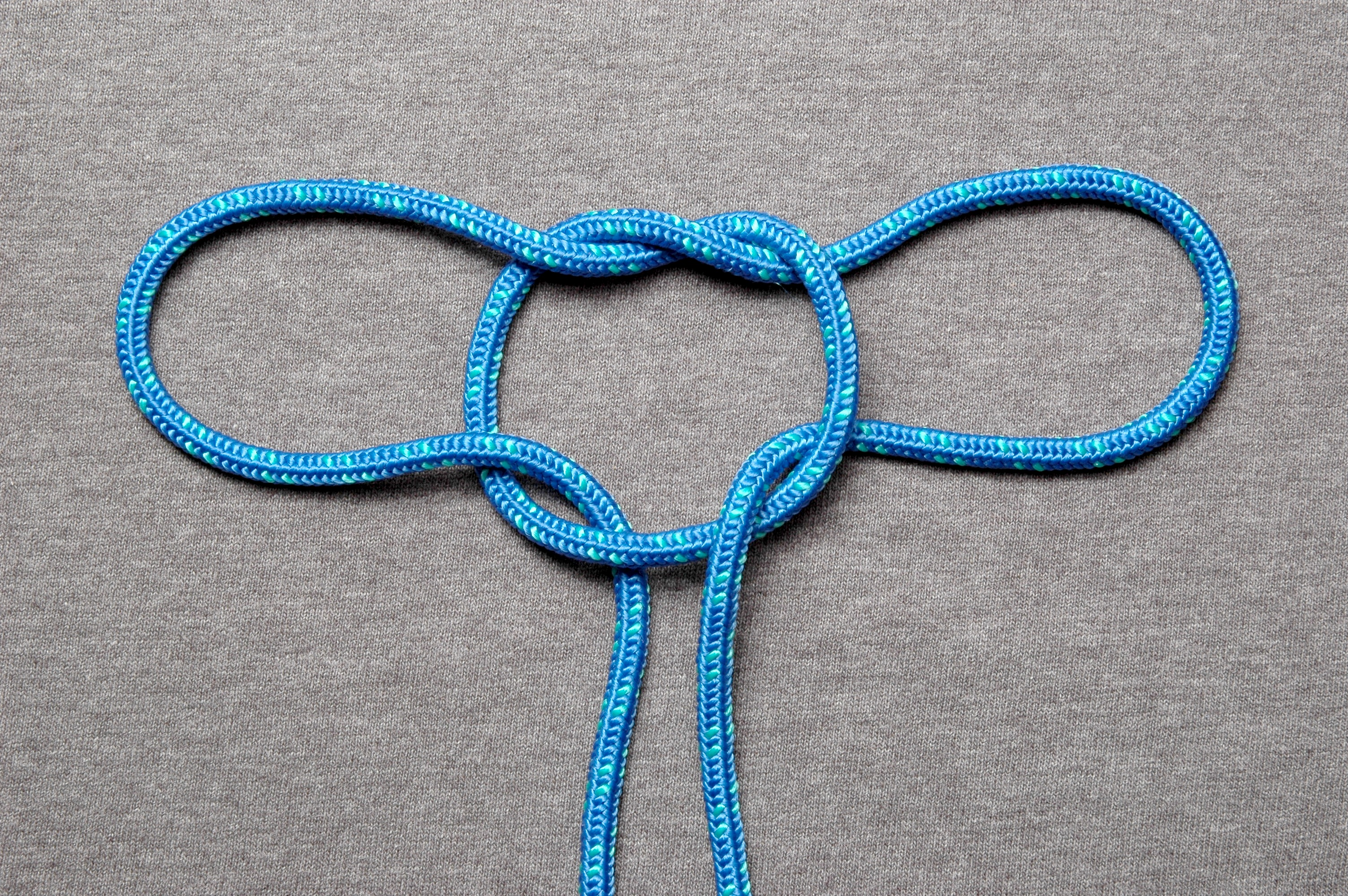
El brokos epankylotos.

Heraclas (en griego antiguo: Ἡρακλᾶς) fue un médico griego del siglo I d. C. cuyas descripciones de nudos y vendajes para cirugías se conservan en el libro 48 de las Colecciones médicas de Oribasius (Ἰατρικαὶ Συναγωγαί, Iatrikai Synagogai) bajo el título De Heraclas.
Al describirlos en detalle, Heraclas analizó 16 nudos y vendajes diferentes, incluyendo el relato escrito más antiguo del juego de cordel. Las ilustraciones adjuntas de los nudos fueron agregadas por los copistas del Renacimiento, pero el análisis moderno de los manuscritos por los expertos en nudos ha mostrado que muchos de estos primeros dibujos contienen errores significativos o interpretaciones erróneas.

## Los nudos identificados
La comprensión actual de los nudos de Heraclas se debe principalmente al análisis e identificación de Hjalmar Öhrvall, Lawrence G. Miller y Cyrus L. Day, aunque se siguen realizando interpretaciones y refinamientos ligeramente diferentes. La siguiente tabla muestra los nudos que se cree que fueron descritos por Heraclas. 
| Capítulo | Nombre griego                          | Nombre traducido                 | Equivalente moderno                       |
| -------- | -------------------------------------- | -------------------------------- | ----------------------------------------- |
| I        | Ertos Brokhos                          | Nudo roscado                     | Enganche de vaca                          |
| II       | Nautikos Brokhos                       | Nudo náutico                     | Ballestrinque                             |
| III      | Khiestos brokhos                       | Nudo cruzada                     | Nudo                                      |
| IV       | Boukolikos brokhos o sandalios brokhos | Nudo pastoral o Nudo de sandalia | Variación por encima de la cabeza         |
| V        | Drakon Brokhos                         | Nudo del dragón                  | Variación por encima de la cabeza         |
| VI       | Haploun Hamma Brokhos                  | Nudo de amarre simple            | (Sin nombre moderno)                      |
| VII      | Lykos Brokhos                          | Nudo de lobo                     | Nudo de arrecife                          |
| VIII     | Herakleotikon hamma                    | Nudo de Heracles                 | Nudo de rizo                              |
| IX       | Karkhesios haplous brokhos             | Nudo de una sola cuerda          | «Nudo del verdadero amante» (ABOK # 1038) |
| X – XII  | Dipks karkhesios brokhos               | Nudo de doble cuerda             | Nudo para sostener botellas               |
| XIII     | Tetrakyklos plinthios brokhos          | Nudo ladrillero de 4 bucles      | Figura de cuerda, «El sol se nubló sobre» |
| XIV      | Epankylotos brokhos                    | Nudo entrelazado                 | Nudo del tonto Tom                        |
| XV       | Ota brokhos                            | Nudo para la oreja               | (Sin nombre moderno)                      |
| XVI      | Diankylos Brokhos                      | Nudo de dos bucles               | (Sin nombre moderno)                      |
| XVII     | Ankhon Brokhos                         | Nudo estrangulador               | nudo del verdadero amante ( ABOK # 1038)  |
| XVIII    | Hiperbatos brokhos                     | Nudo superable                   | Enganche de clavo                         |